# We Have Amnesia Sometimes
We Have Amnesia Sometimes è il 19° album discografico degli Yo La Tengo pubblicato nel 2020 come file e nel 2021 come disco in vinile. Le tracce vennero registrate alla fine di aprile 2020 nella sala prove del gruppo a Hoboken nel New Jersey durante il periodo in lockdown.

## Tracce
Testi e musiche di Georgia Hubley, Ira Kaplan e James McNew.
1. James and Ira Demonstrate Mysticism and Some Confusion Holds (Monday) – 5:42
2. Georgia Thinks It's Probably Okay (Tuesday) – 7:33
3. James Gets up and Watches Mourning Birds with Abraham (Wednesday) – 6:20
4. Georgia Considers the Two Blue Ones (Thursday) – 8:16
5. Ira Searches for the Slide, Sort of (Friday) – 9:25

## Formazione
- Georgia Hubley: batteria
- Ira Kaplan: chitarra e voce
- James McNew: basso